# Stazione di Wandsworth Road
La stazione di Wandsworth Road è una stazione ferroviaria, posta ferrovia di Londra Sud, a servizio del quartiere di Clapham nel borgo londinese di Lambeth.

## Movimento
L'impianto è servito dai treni della linea Windrush della London Overground.

Fino al dicembre 2012, l'impianto era servito con cadenzamento semiorario da un servizio che effettuava la tratta tra Londra Victoria e London Bridge e viceversa. Oggi di questa relazione ne restano solo un numero limitato di convogli per Battersea Park il sabato, in sostituzione di quelli feriali per Clapham Junction.

## Interscambi
Nelle vicinanze della stazione effettuano fermata alcune linee automobilistiche, gestite da London Buses.
- Fermata autobus